# South Wimbledon
South Wimbledon è una stazione della linea Northern della metropolitana di Londra.

## Storia
La stazione è stata aperta al pubblico a settembre del 1926 dalla City & South London Railway (CSLR), con il nome di Merton Grove, mutato in South Wimbledon (Merton) dal 1928 e poi in South Wimbledon a partire dal 1950.
L'edificio della stazione è stato progettato da Charles Holden in stile modernista, rivestito con pietra bianca di Portland e con una vetrata sulla facciata interrotta da colonne i cui capitelli riproducono il simbolo della metropolitana londinese, riprodotto anche sulla vetrata stessa.
L'edificio è un Monumento classificato di grado II, al pari di altre stazioni di Holden come Clapham South, Balham, Tooting Bec, Tooting Broadway e Colliers Wood.

## Strutture e impianti
Situata all'angolo tra Merton High Street (la A238) e Morden Road (la A219), la stazione si trova tra le stazioni di Colliers Wood e Morden.
La stazione rientra nella Travelcard Zone 3.

## Interscambi
Nelle vicinanze della stazione effettuano fermata alcune linee urbane automobilistiche, gestite da London Buses.

Inoltre in Morden Road ferma la metrotranvia Tramlink; è in progetto un'estensione del Tramlink fino a raggiungere la stazione di South Wimbledon per creare un futuro interscambio.
- Fermata autobus
- Fermata tranviaria (Tramlink, Morden Road)

## Galleria d'immagini

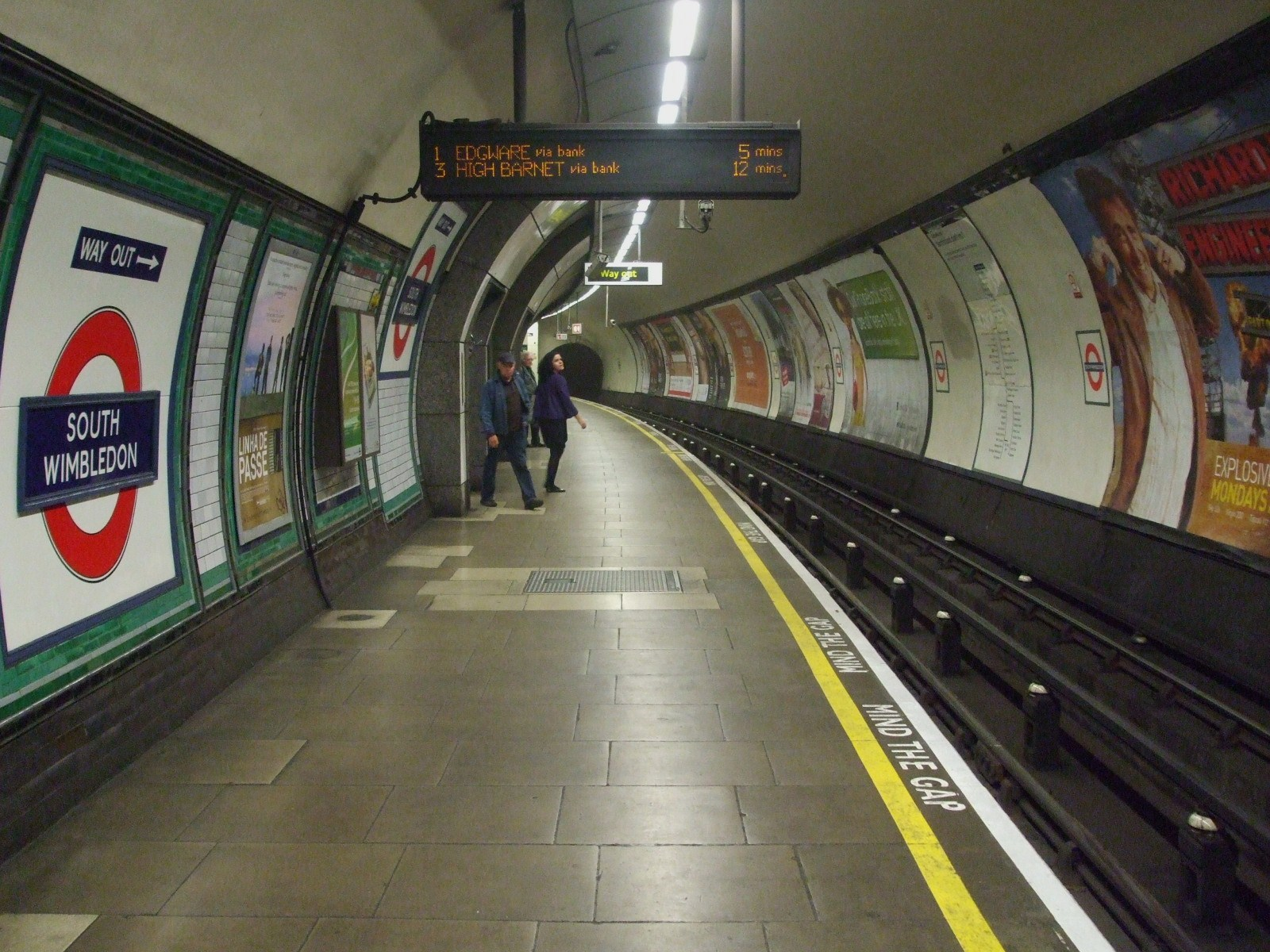
Il binario nord
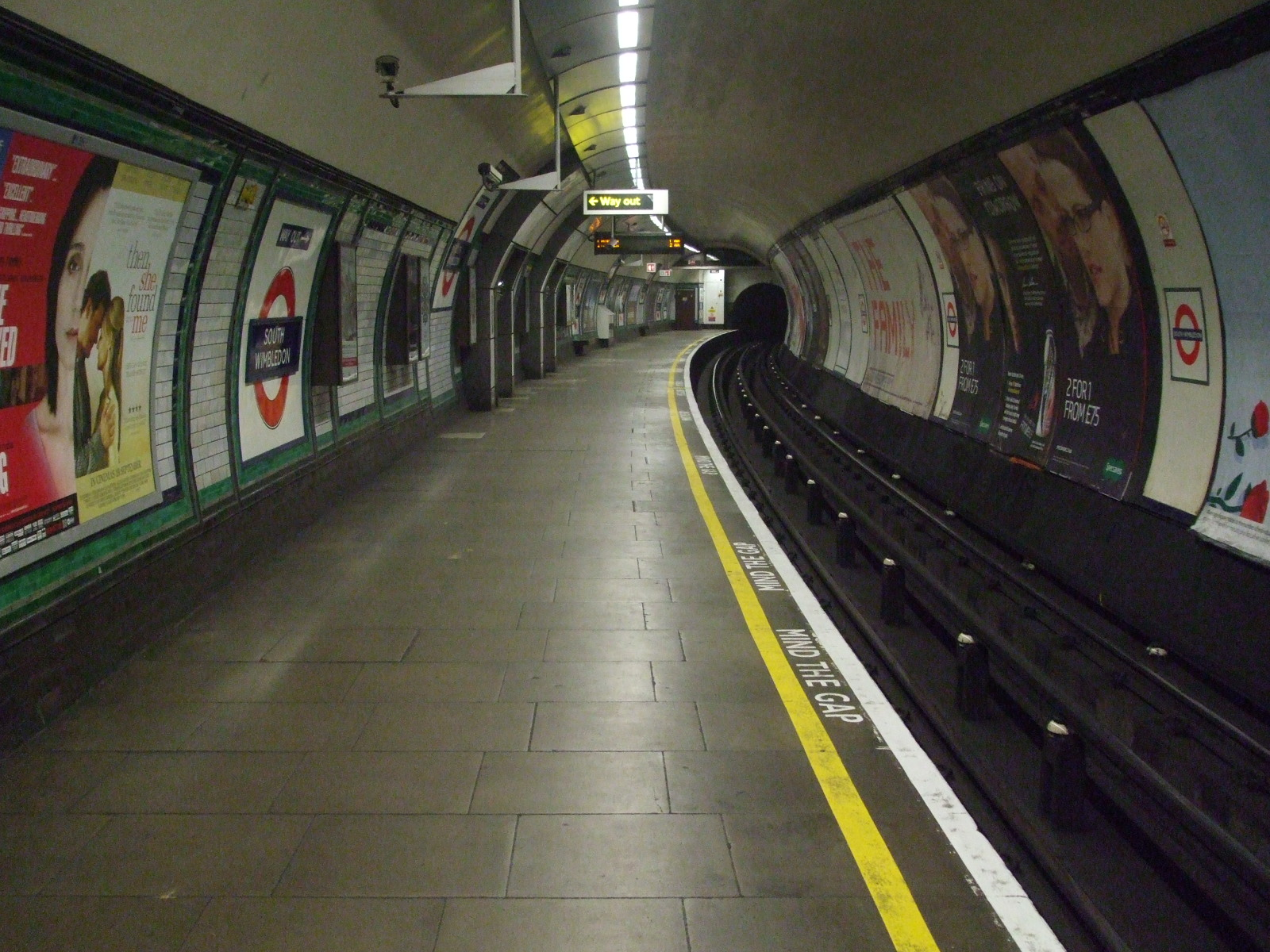
Il binario sud
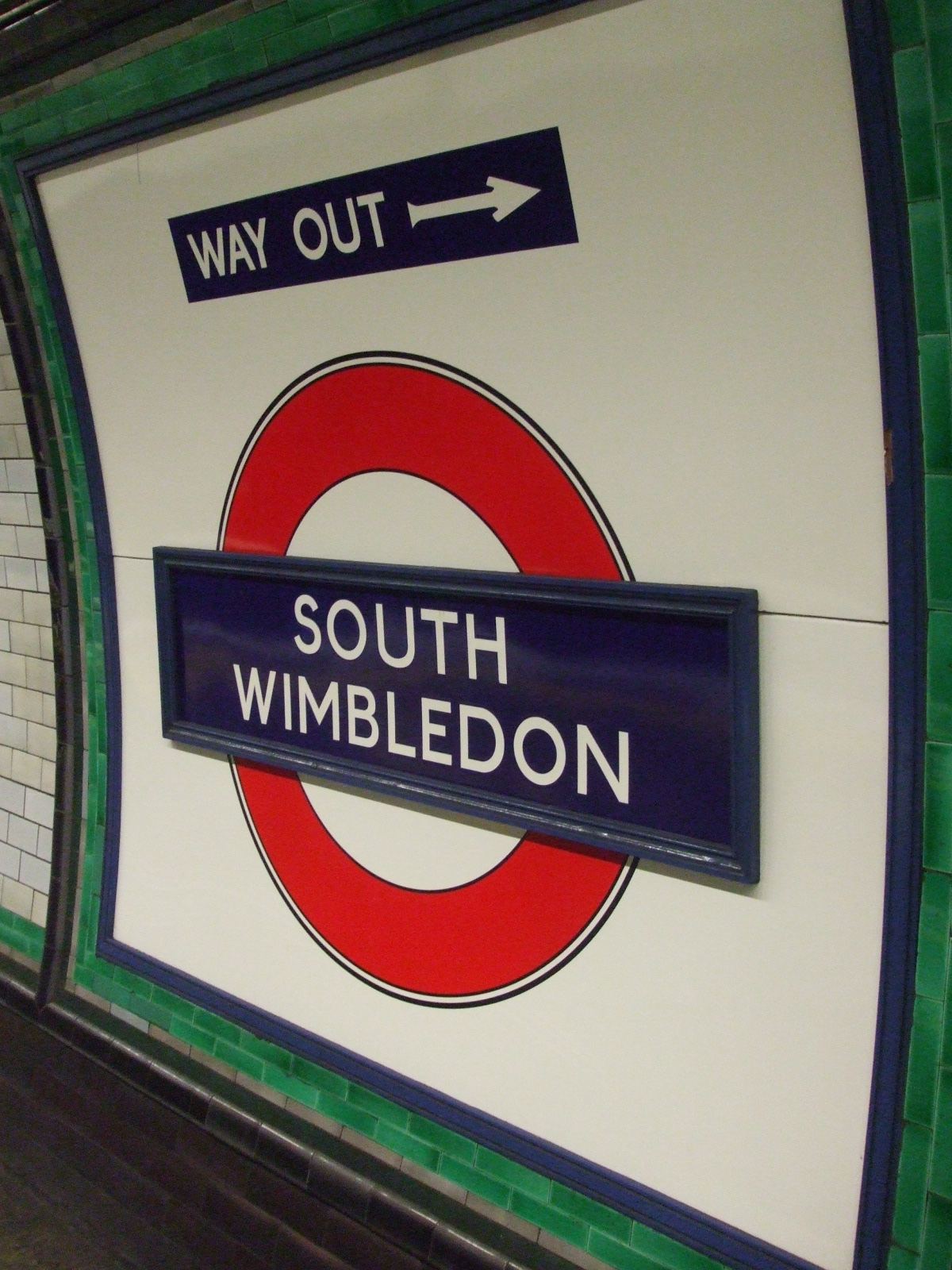
Il nome della stazione sul logo della metropolitana di Londra
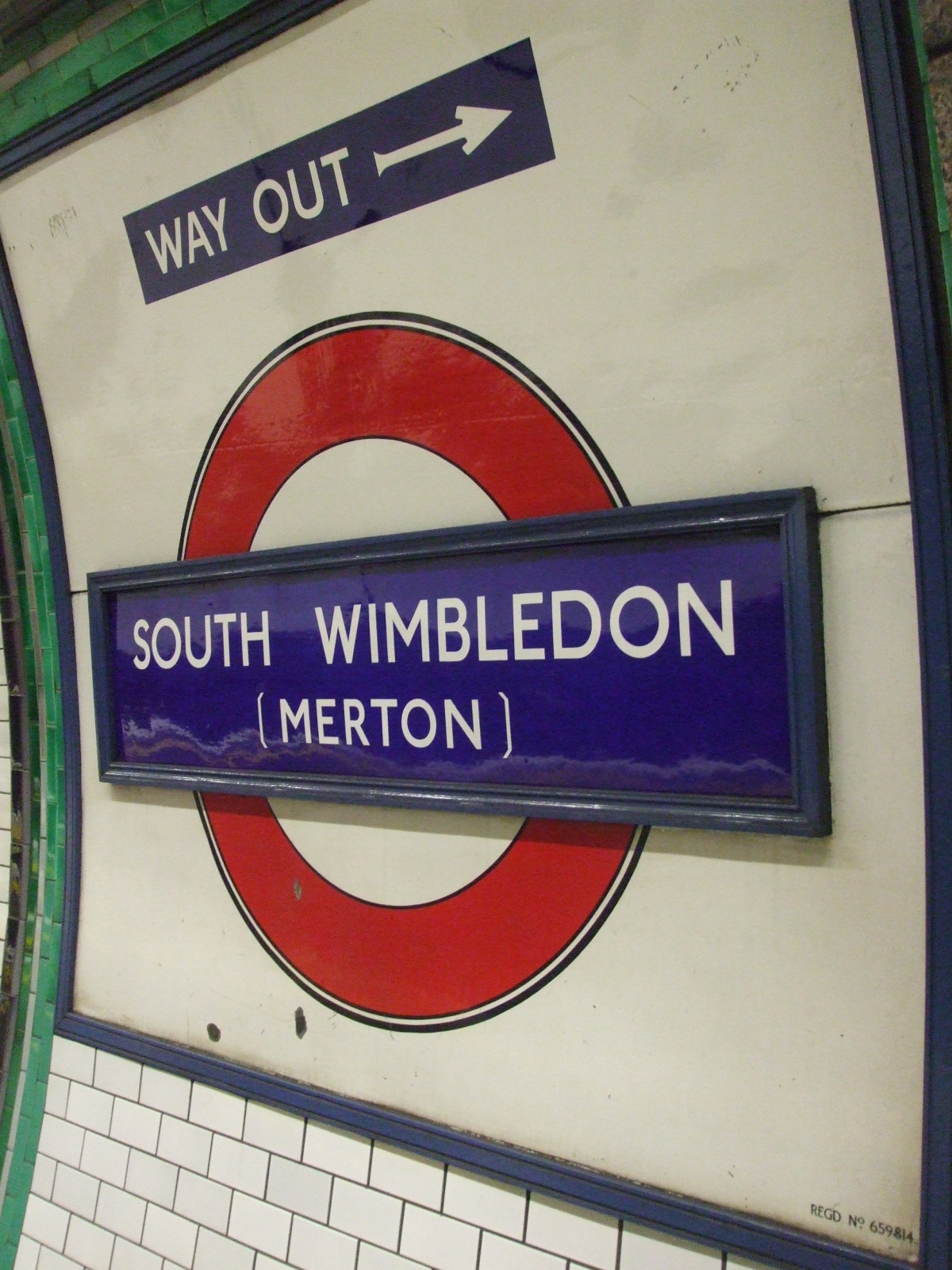
Il logo con il vecchio nome della stazione